# تيم وير
تيم وير (بالإنجليزية: Tim Ware)‏ هو عازف مندولين وملحن أمريكي، ولد في 26 أكتوبر 1948.

## وصلات خارجية
- الموقع الرسمي